# Halalakka Valli, Shimoga
Halalakka Valli là một làng thuộc tehsil Shimoga, huyện Shimoga, bang Karnataka, Ấn Độ.